# Paul Reuter

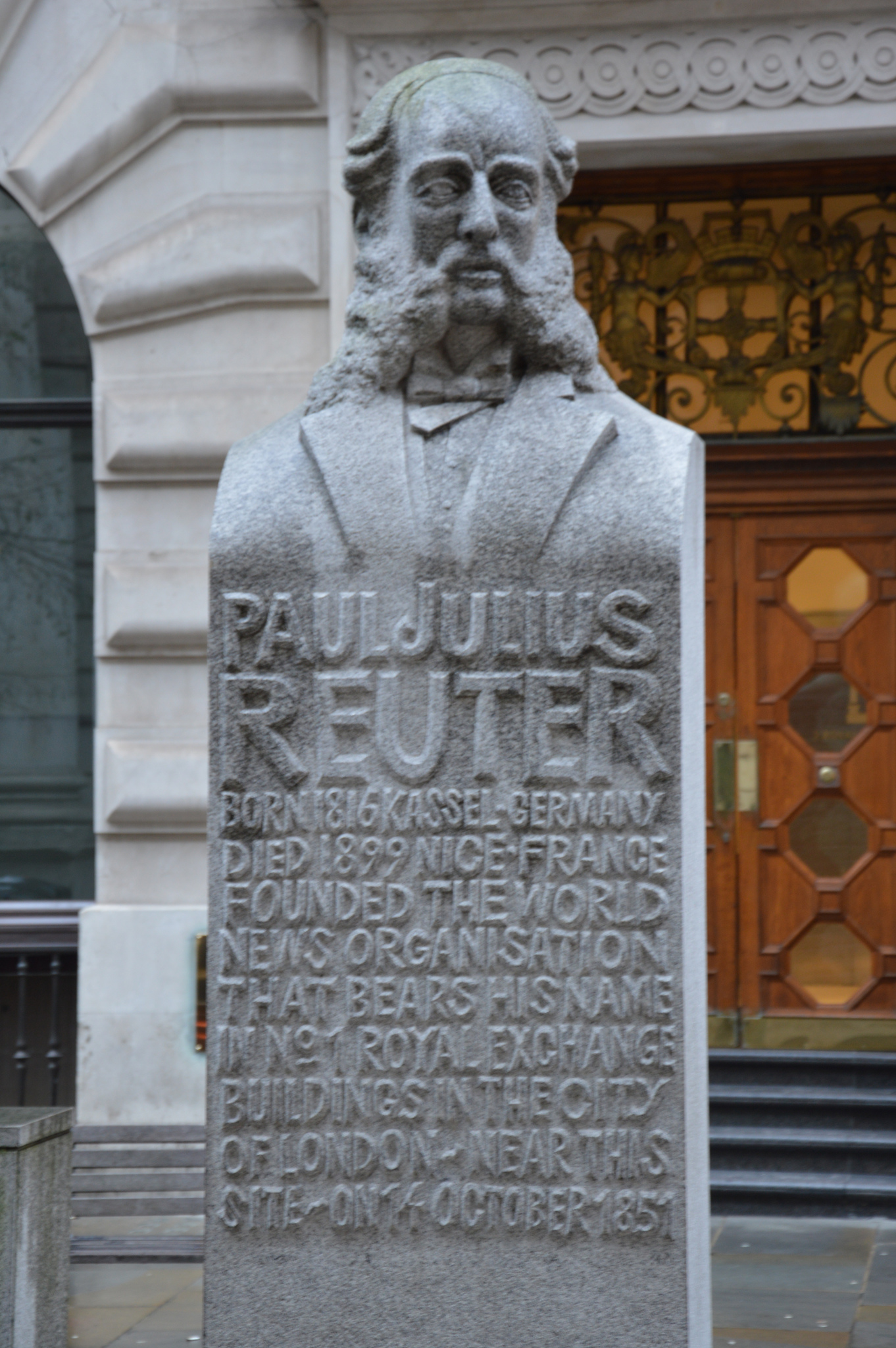
Popiersie Paula Reutera w Londynie

Paul Julius Baron von Reuter (ur. 21 lipca 1816 w Kassel, zm. 25 lutego 1899 w Nicei) – brytyjski dziennikarz pochodzenia żydowskiego pochodzący z Niemiec. Założyciel Agencji Reutera.
Urodził się w rodzinie żydowskiej. Jego ojciec był rabinem. Po urodzeniu został nazwany Israel Beer Josaphat. W Getyndze spotkał Carla Gaussa, który eksperymentował nad przesyłem sygnałów elektrycznych przez kabel.
Reuter przeniósł się do Londynu 29 października 1845 i wtedy zmienił imiona na Joseph Josephat. 16 listopada tego roku zmienił też wyznanie na chrześcijaństwo, a razem z nim swoje imię i nazwisko – na Paul Julius Reuter. Tydzień później, 23 listopada, ożenił się z Idą Marią Elizabeth Clementine Magnus w Berlinie. Po upadku Wiosny Ludów zbiegł z Niemiec do Paryża i zaczął pracować w nowej agencji Charlesa-Louisa Havasa, przyszłej Agence France-Presse. Podczas gdy telegraf dopiero się rozwijał, Reuter założył Reuters News Agency w Akwizgranie. Przesyłała ona wiadomości między Akwizgranem a Brukselą korzystając z gołębi pocztowych, które wypełniły lukę w połączeniu między Paryżem a Berlinem. Gołębie pocztowe były znacznie szybsze niż pociąg przewożący pocztę, co dało Reutersowi możliwość szybszego dostępu do wiadomości z paryskiej giełdy. W 1851 gołębie zostały zastąpione bezpośrednim połączeniem telegraficznym.
W tym samym roku Reuter wrócił do Londynu i założył przy tamtejszej giełdzie biuro, które przybrało nazwę Reuters. Stało się ono jedną z głównych agencji prasowych zajmujących się finansami na całym świecie. 17 marca 1857 Reuter otrzymał brytyjskie obywatelstwo. 7 września 1871 Ernest II Sachsen-Coburg-Gotha nadał mu tytuł barona.
Reuter miał dwóch synów, George'a i Andre oraz córkę, Marię Klementynę, która wyszła za hrabiego Otto Stenbocka, a po jego śmierci za Herberta Chermside'a, gubernatora Queensland.
Jego ciało zostało przeniesione do Londynu i pochowane w rodzinnym grobowcu na cmentarzu West Norwood.